# Діброва (Пологівський район)
Дібро́ва — село в Україні, у Смирновській сільській громаді Пологівського району Запорізької області. Населення — 127 осіб.

## Географія
Село Діброва розташоване на березі річки Кінська, нижче за течією на відстані 0,5 км розташоване село Зразкове.

## Історія
12 червня 2020 року, відповідно до Розпорядження Кабінету Міністрів України від № 713-р «Про визначення адміністративних центрів та затвердження територій територіальних громад Запорізької області», село увійшло до складу Смирновської сільської громади.
19 липня 2020 року, в результаті адміністративно-територіальної реформи та ліквідації Більмацького району, село увійшло до складу новоутвореного Пологівського району.